# Socha Hygie (Karlovy Vary, Sadová kolonáda)
Socha Hygie, též socha Hygieie, v Karlových Varech představuje bohyni zdraví, čistoty a také Měsíce Hygieiu (Hygieia, Hygia, Sallus). Umístěna je ve Dvořákových sadech v Sadové kolonádě, pochází z roku 1955, autoři díla jsou Ludmila Vojířová a Antonín Kuchař.

## Historie
Socha vznikla v roce 1955 jako společné dílo sochařky a designérky porcelánu Ludmily Vojířové (1919–2014) a sochaře a medailéra Antonína Kuchaře (1919–1997). Kuchař návrh realizoval v kameni.

## Popis
Volná socha stojí u vstupní části Sadové kolonády poblíž Sadového pramene. Symbolizuje – stejně jako bohyně Hygieia – čistotu, zdraví a jejich zosobnění. Znázorňuje mladou dívku s hadem, který znamená rovněž léčivé síly.
Umístěna je na vysokém profilovaném podstavci, čímž tvoří doplňující protějšek Hadímu prameni v protilehlém rondelu kolonády. Socha je vytvořená z pískovce, má výšku 137 cm, sokl 158 cm. Dílo je signováno, v levé části „KUCHAŘ“, vpravo „VOJÍŘOVÁ“.
V roce 2021 byl sokl sochy upraven a byl do něj nově zabudován přívod Sadového pramene s kovovým chrličem v podobě dvou ještěrů.